# Ophiura
Ophiura är ett släkte av ormstjärnor som beskrevs av Jean-Baptiste Lamarck 1801. Ophiura ingår i familjen fransormstjärnor.

## Dottertaxa tillOphiura, i alfabetisk ordning[1][2]
- Ophiura acervata
- Ophiura aequalis
- Ophiura albata
- Ophiura albida
- Ophiura ambigua
- Ophiura atacta
- Ophiura bathybia
- Ophiura brevispinosa
- Ophiura calyptolepis
- Ophiura carinata
- Ophiura carnea
- Ophiura clemens
- Ophiura coriacea
- Ophiura costata
- Ophiura crassa
- Ophiura cryptolepis
- Ophiura euryplax
- Ophiura falcifera
- Ophiura flaccida
- Ophiura flagellata
- Ophiura flexibilis
- Ophiura floscellata
- Ophiura fluctuans
- Ophiura fraterna
- Ophiura gagara
- Ophiura grubei
- Ophiura imbecillis
- Ophiura imprudens
- Ophiura innoxia
- Ophiura jejuna
- Ophiura kinbergi
- Ophiura kofoidi
- Ophiura lanceolata
- Ophiura lenticularis
- Ophiura leptoctenia
- Ophiura lienosa
- Ophiura ljungmani
- Ophiura loveni
- Ophiura luetkenii
- Ophiura lymani
- Ophiura maculata
- Ophiura meridionalis
- Ophiura micracantha
- Ophiura mimaria
- Ophiura mitescens
- Ophiura monostoecha
- Ophiura mundata
- Ophiura nana
- Ophiura nitida
- Ophiura ooplax
- Ophiura ophiura
- Ophiura palliata
- Ophiura paucisquama
- Ophiura plana
- Ophiura podica
- Ophiura pteracantha
- Ophiura quadrispina
- Ophiura robusta
- Ophiura rouchi
- Ophiura rufescens
- Ophiura rugosa
- Ophiura sarsii
- Ophiura saurura
- Ophiura schmidtotti
- Ophiura scomba
- Ophiura scutellata
- Ophiura spinicantha
- Ophiura stenobrachia
- Ophiura tenera
- Ophiura trimeni
- Ophiura undulata
- Ophiura verrucosa
- Ophiura violainae
- Ophiura zebra